# Florentin Pogba
Florentin Pogba (Conakri, 19 de agosto de 1990) es un futbolista guineano, aunque también tiene la nacionalidad francesa. Juega de defensa y su equipo es el CD Móstoles URJC de la Tercera Federación.
Es hermano del jugador Paul Pogba y es el gemelo del también jugador Mathias Pogba.

## Trayectoria

### Inicios
Nacido en Guinea, sus padres se trasladaron a Francia cuando Pogba tenía solo 8 meses de edad. Fue precisamente en tierras francesas que el club Celta de Vigo lo descubre y se lo lleva a sus divisiones inferiores, donde estuvo entre los años 2007 y 2009.

### Sedan
El CS Sedan logró llevárselo a sus categorías de formación y empezó a jugar en el segundo equipo profesional, donde realiza notables actuaciones, por lo que el club decidió hacerle un contrato como profesional en marzo de 2010. Su debut como profesional fue el 20 de noviembre de 2010 en un partido válido de la Copa de Francia frente al FC Steinseltz.
A principios de 2011 ya se comenzó a ver en el equipo titular del Sedan, que en ese entonces jugaba en la Ligue 2. 
El 4 de septiembre de 2012 el AS Saint-Étienne compró el pase de Pogba por 500.000 euros y lo cedió a préstamo por un año al mismo Sedan.

### Saint-Étienne y Gençlerbirliği
Al regresar de su préstamo, alternó entre el segundo y primer equipo del A. S. Saint-Étienne. Su primer partido con "Les Verts" fue el 13 de diciembre de 2013 frente al Montpellier en la Ligue 1, encuentro en el que jugó 10 minutos.
En enero de 2018, luego de jugar 86 encuentros y anotar 3 goles en Saint-Étienne, fue transferido al Gençlerbirliği de Turquía. El 6 de mayo de 2018 fue involucrado en una confrontación con sus compañeros durante un partido crucial contra el Antalyaspor. Gençlerbirliği perdía por 1-0 cuando Pogba salió del campo y se quitó su camiseta en el minuto 88, su club luchaba por no descender, y en ese momento habían usado sus tres sustituciones. Fue encarado, al salir, por el capitán del club, Ahmet Oğuz, furioso por dejar al equipo con 10 hombres en cancha. Al término de la temporada su contrato no fue renovado.

### Atlanta United y Sochaux-Montbéliard
En enero de 2019 estuvo a prueba en el Elche C. F. español. En febrero fichó por el Atlanta United FC de la Major League Soccer. Dejó el club de Atlanta al término de la temporada 2019.
El 27 de mayo de 2020 se hizo oficial su fichaje por el Football Club Sochaux-Montbéliard de la Ligue 2 para las siguientes tres temporadas.

### India y Bélgica
En junio de 2022 se anunció su marcha a la India para jugar en el ATK Mohun Bagan F. C. Estuvo una temporada y entonces permaneció un año sin equipo, hasta que en julio de 2024 se unió al Excelsior Virton que competía en la tercera categoría del fútbol belga.

## Selección nacional
Sin aún haber debutado a nivel profesional, en agosto de 2010 recibió la llamada de la selección de fútbol de Guinea para un partido amistoso frente a Malí. Pogba jugó 45 minutos.
Luego, en junio de 2011, recibió la de la selección de fútbol sub-20 de Francia para disputar el Torneo Esperanzas de Toulon de 2011 donde jugó varios partidos. Finalmente Francia perdería la final del torneo frente a Colombia por penaltis. Uno de los penaltis fallados por el conjunto galo fue el de Pogba.
Finalmente, Pogba decidió defender a la selección de fútbol de Guinea, su paso por el Torneo Esperanzas de Toulon no lo imposibilitó, ya que ni era un torneo oficial de la FIFA ni de categoría absoluta. Participó en 2 encuentros de la clasificación de CAF para la Copa Mundial de Fútbol de 2014.

## Clubes
| Club                            | País           | Año       |
| ------------------------------- | -------------- | --------- |
| C. S. Sedan Ardennes            | Francia        | 2010-2012 |
| A. S. Saint-Étienne             | Francia        | 2012-2018 |
| C. S. Sedan Ardennes (préstamo) | Francia        | 2012-2013 |
| Gençlerbirliği S. K.            | Turquía        | 2018      |
| Atlanta United F. C.            | Estados Unidos | 2019      |
| F. C. Sochaux-Montbéliard       | Francia        | 2020-2022 |
| ATK Mohun Bagan F. C.           | India          | 2022-2023 |
| Excelsior Virton                | Bélgica        | 2024-     |

## Palmarés

### Títulos nacionales
| Título                     | Club                | País    | Año     |
| -------------------------- | ------------------- | ------- | ------- |
| Copa de la Liga de Francia | A. S. Saint-Étienne | Francia | 2012-13 |